# Palazzo Isolani
Palazzo Isolani è un palazzo nel centro storico di Bologna, affacciato su strada Santo Stefano.

## Storia
Nell'area occupata dal palazzo odierno sorgevano anticamente alcune case, le quali alla fine del XIV secolo appartenevano alla famiglia Bianchi. Nel XV secolo pare vi abitassero gli Arrighi, o Enrici e successivamente i Fiessi. Il 24 settembre 1500 Francesco e Giovanni Fiessi permutarono questa casa con Bartolomeo Lupari. A quel tempo la proprietà era costituita di "una casa con fontana di marmo nell’orto e con cappella per dirvi messa". L'ultima erede di questo ramo della famiglia Lupari fu Maria Francesca, figlia del senatore Marcantonio iuniore e moglie del conte lacopo d'Alamanno Isolani. La casa passò così in eredità agli Isolani nel 1671, e venne unita alle proprietà della famiglia in strada Maggiore nel 1701, nell'occasione dell'ingresso in città in qualità di Gonfaloniere del senatore Alamanno Isolani. Fu lui a commissionare all'architetto Giuseppe Antonio Torri nel 1708 il disegno della facciata attuale..

## Descrizione

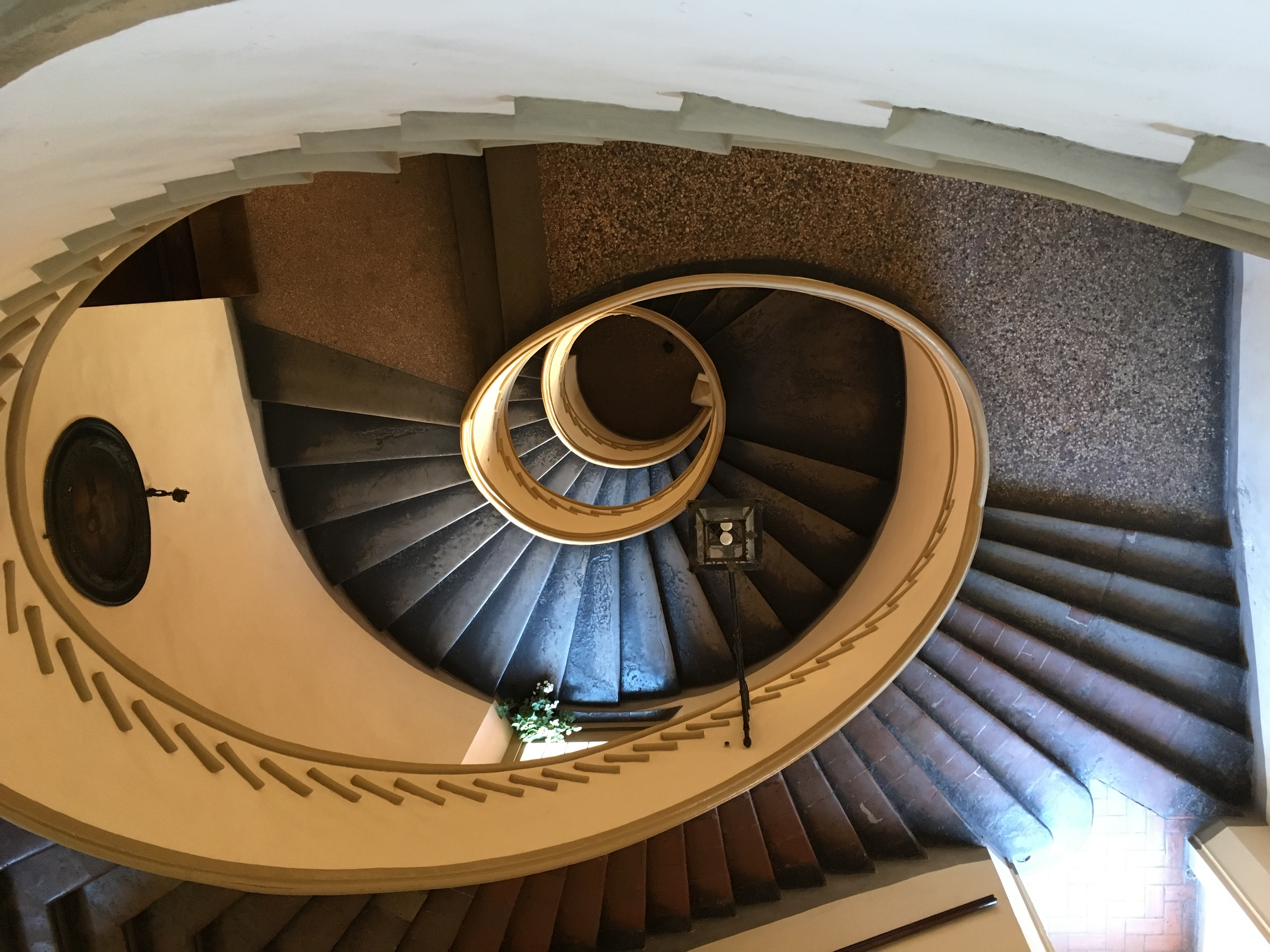
La scala elicoidale del palazzo

La facciata del palazzo si caratterizza per la regolare geometria dei tre piani, costituiti da un portico a cinque archi al pianterreno, cinque finestroni rettangolari sormontati da frontoncini curvilinei al primo piano e finestre più quadrangolari al secondo piano.
All'interno il palazzo conserva il cortile del XVI secolo, e una singolare scala elicoidale, costruita nel 1500 e attribuita a Jacopo Barozzi da Vignola (detto "il Vignola"), e poi rimaneggiata.
Le sale settecentesche del piano terreno sono riccamente affrescate da Francesco Stagno e da Giuseppe Valliani, per la quadratura, e da Giuseppe e Antonio Rolli ai quali si attribuiscono gli affreschi della sala decorata con il Trionfo di Felsina e della Casa Isolani. Gli interni sono altresì decorati con tappezzerie damascate e arredate con quadri e mobili della famiglia, fra cui i ritratti degli Isolani e della famiglia del re di Napoli Gioacchino Murat, con cui gli Isolani si imparentarono nel primo Ottocento.